# Puente de Vadollano

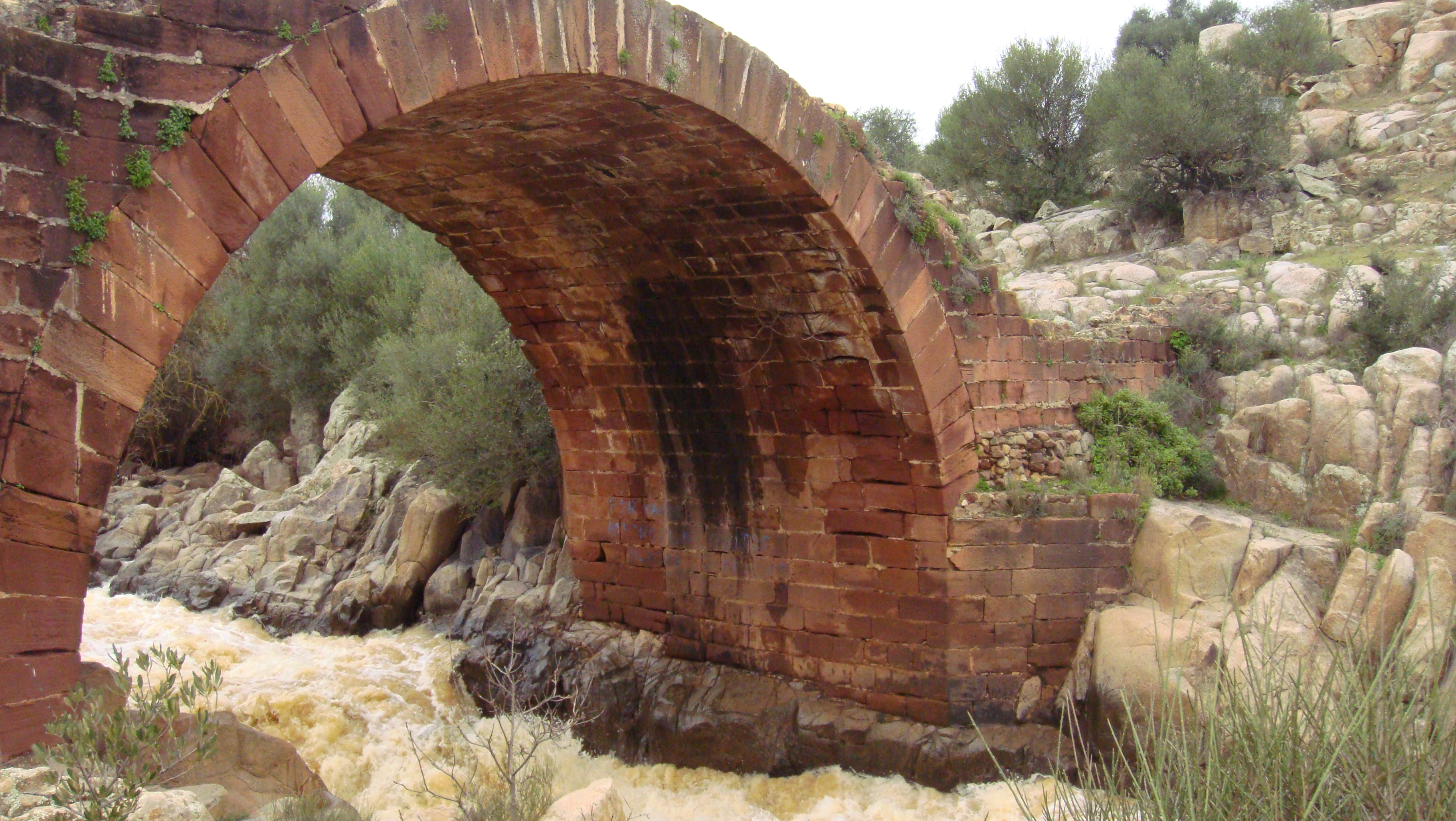
Puente de Vadollano (seitlich)

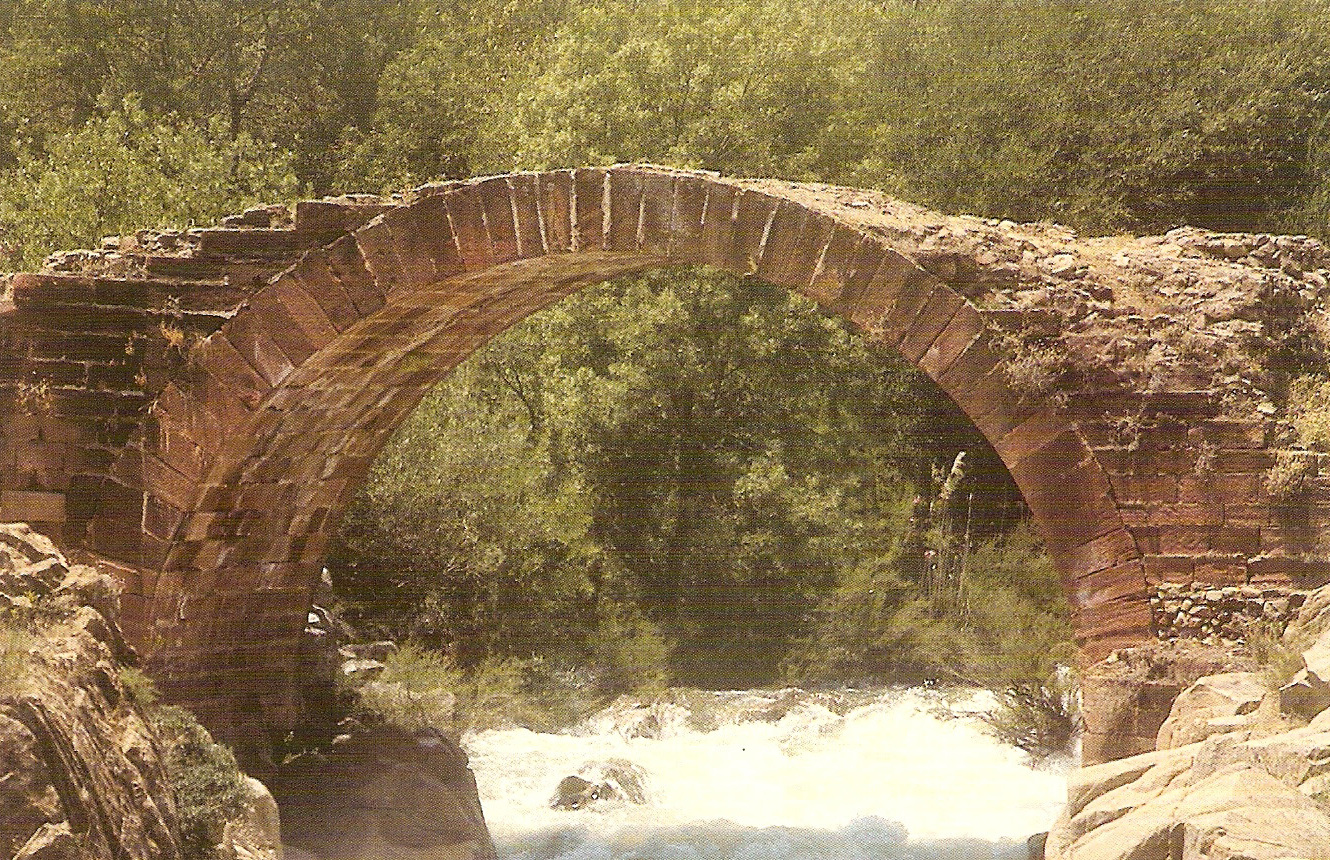
Puente de Vadollano (Frontansicht)

Die Puente de Vadollano ist eine römische Steinbogenbrücke in der Provinz Jaén in der autonomen Gemeinschaft Andalusien in Südspanien.

## Lage
Die historische römische Brücke mit einer Länge von 10 Metern und einer Bogenhöhe von rund 3,5 Metern überquert den Río Guarrizas. Sie befindet sich im 6 Hektar großen Naturschutzgebiet El Piélago zwischen den Municipios Vilches und Linares in einer Landschaft aus Granitfelsen, durch die sich der Fluss Río Guarrizas mit zwei spektakulären Wasserfällen stürzt, und ist umgeben von uralten Olivenbäumen.

## Geschichte
Die aus dem 3. Jahrhundert v. Chr. stammende Brücke gehört zu den ältesten erhaltenen Konstruktionsformen dieser Art in Andalusien und ist als Kulturdenkmal (Monumento histórico) in der Liste Bien de Interés Cultural eingetragen. Die Puente de Vadollano gehörte zur Römerstraße Via Augusta, die vor allem in den Jahren 8 v. Chr. bis 2 v. Chr. eine wichtige Verkehrs- und Handelsachse zwischen den Städten, Provinzen und Mittelmeerhäfen war.